# Гончаров, Сергей Фёдорович

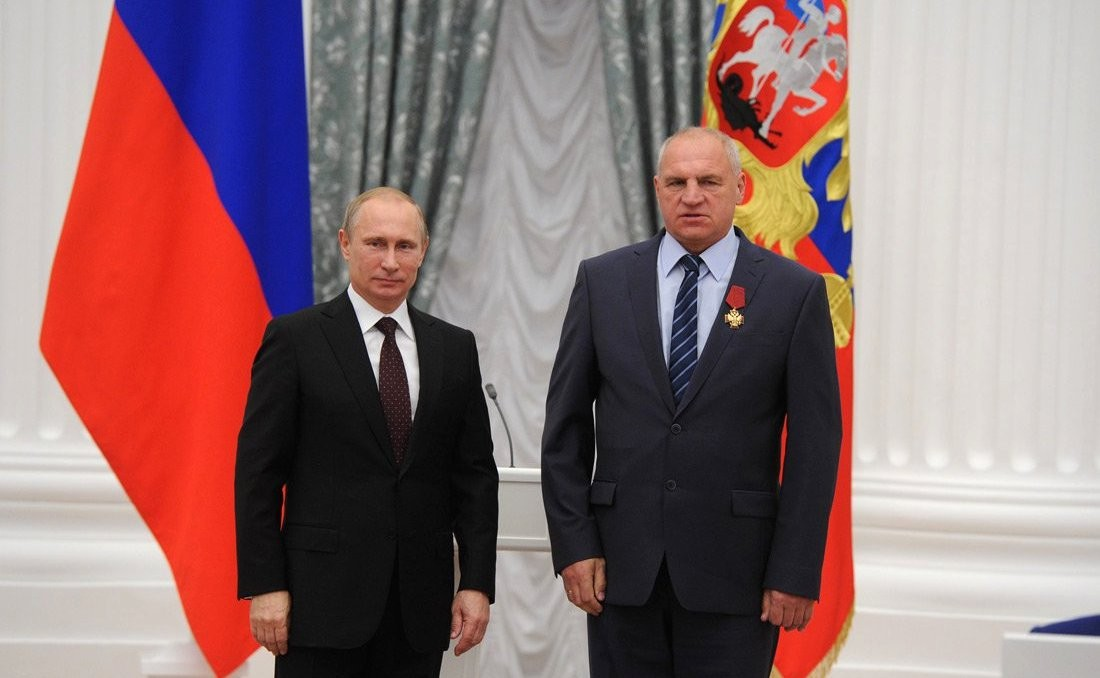
Награждение орденом «За заслуги перед Отечеством» IV степени. 31 июля 2014 года

Сергей Фёдорович Гончаров (род. 19 октября 1949) — российский государственный деятель в сфере здравоохранения, учёный в области медицины катастроф, действительный член Российской академии наук, главный редактор журнала «Медицина катастроф» и информационного сборника «Медицина катастроф. Служба медицины катастроф», один из руководителей «Ассоциации Заслуженных врачей России», начальник Штаба Всероссийской службы медицины катастроф, директор Всероссийского центра медицины катастроф «Защита», член редакционного совета «Военно-медицинского журнала». По данным на ноябрь 2014 года автор и соавтор более 450 научных работ, в том числе 10 монографий, руководитель 24 докторских и 18 кандидатских диссертаций.

## Биография
- Поступил на военную службу в 1971 году.
- В 1973 году окончил Военно-медицинский факультет Куйбышевского медицинского института
- В 1979 году окончил факультет руководящего медицинского состава Военно-медицинской академии им. С. М. Кирова.
- Проходил службу в должностях: врач отдельного реактивного дивизиона, начальник медицинской службы танкового полка, начальник медицинской службы мотострелковой дивизии, старший офицер организационно-планового отдела медицинской службы Туркестанского ВО.
- С 1982 года — преподаватель, старший преподаватель кафедры организации и тактики медицинской службы Военно-медицинского факультета при Центральном институте усовершенствования врачей.
- С 1992 года — заместитель начальника Научно-исследовательского института экстремальной медицины, полевой фармации и медицинской техники Минобороны России.
- С 1993 года — директор Всероссийского центра медицины катастроф «Защита» Росздрава.
- С 1995 — член Всемирной ассоциации медицины катастроф и чрезвычайных ситуаций (WADEM), член редколлегии журнала WADEM «Prehospital and Disaster Medicine», главный редактор журнала «Медицина катастроф», председатель проблемной комиссии «Проблемы защиты человека в экстремальных условиях» Межведомственного научного совета по экологии человека и гигиене окружающей среды РАМН и Минздравсоцразвития России.
- В 1996 году защитил докторскую диссертацию на тему «Организационно-клинические аспекты лечебно-эвакуационного обеспечения населения при землетрясениях на территории Российской Федерации»[5]. С этого же времени стал членом экспертного совета ВАК по специальности «Медицина катастроф» (безопасность в чрезвычайных ситуациях).
- С 2004 года — заместитель председателя Межведомственного научного совета РАМН по проблемам медицины катастроф.

## Награды, звания и регалии
- 1995 год: генерал-майор медицинской службы
- 1995 год: награждён орденом «За военные заслуги»[6]
- 1996 год: доктор медицинских наук, профессор
- 1997 год: заслуженный врач Российской Федерации[7]
- 2004 год: заслуженный деятель науки Российской Федерации[8]
- 2004 год: лауреат Национальной премии «Призвание» в номинации «Специальная премия врачам, участникам боевых действий и ликвидации последствий стихийных бедствий и катастроф»[9]
- 2005 год: член-корреспондент РАМН, лауреат премии Правительства РФ в области науки и техники[10]
- 2010 год: лауреат Межгосударственной премии СНГ «Звёзды Содружества»[11]
- 2011 год: академик РАМН
- 2014 год: награждён орденом «За заслуги перед Отечеством» IV степени[12]